# Macrocarpaea canoefolia
Macrocarpaea canoefolia är en gentianaväxtart som beskrevs av Jason Randall Grant. Macrocarpaea canoefolia ingår i släktet Macrocarpaea och familjen gentianaväxter. Inga underarter finns listade i Catalogue of Life.